# Super Aguri F1

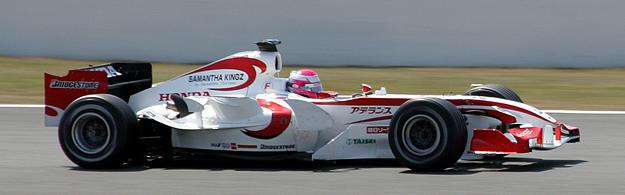
Franck Montagny durant la disputa del Gran Premi de França de 2006.

Super Aguri F1 Team va ser l'11è equip que va participar en la Temporada 2006 De Fórmula 1. L'equip va ser fundat per l'antic pilot de Fórmula 1 Aguri Suzuki, el primer japonès a aconseguir un pòdium en la màxima categoria del motor (Gran Premi del Japó del 1990). Curiosament, un dels pilots de Super Aguri, Takuma Sato, també ho va aconseguir en el Gran Premi dels Estats Units del 2004; a més de ser l'únic pilot que ha aconseguit puntuar conduint un Super Aguri. El maig de 2008, l'escuderia japonesa va anunciar la seva retirada de la Fórmula 1 per insolvència econòmica. Per al Gran Premi de Turquia del 2008 ja no va competir.

## Història

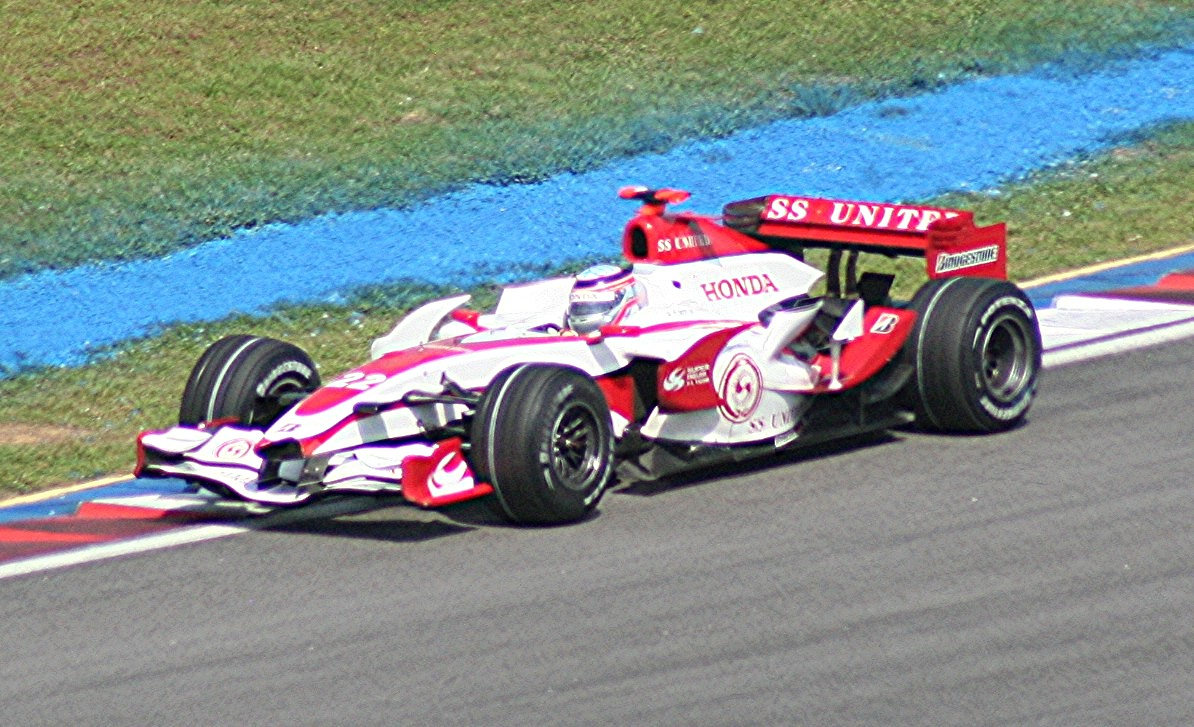
Takuma Sato als comandaments del SA07 durant el Gran Premi de Malàisia de 2007.

Els cotxes (nombres 22 i 23) usaven motor Honda i pneumàtics Bridgestone. L'equip tenia les seves fàbriques a Tòquio (Japó), a més d'operar des de l'antiga fàbrica d'Arrows a Leafield, Regne Unit. El monoplaça SA05 és el monoplaça que va usar l'equip Arrows l'any 2002 (Arrows A23) abans de trencar a mitjan temporada, que es va modificar per complir les normatives de la FIA. Això va ser una mesura provisional fins que fou presentat el SA06.
Finalment el SA06 va debutar en el Gran Premi d'Alemanya del 2006, bàsicament era el mateix monoplaça però amb un centre de gravetat més baix, pontons laterals més arrodonits i algun apèndix aerodinàmic extra. Els dos Super Aguri, en la gran majoria dels Grans Premis, ocupaven les dues últimes posicions de la graella. Va ser un any complicat, en el que van haver de veure passar fins i tot a tres pilots conduint el seu segon cotxe (Yuji Ide es va quedar sense super-llicència per pilotar i va ser substituït per Franck Montagny, que al seu torn va ser reemplaçat per Sakon Yamamoto. Takuma Sato va ser fix). La millor posició en carrera va ser una desena posició a l'últim Gran Premi de la temporada, al Gran Premi del Brasil del 2006.
L'equip tenia suport d'Honda, a través del qual la companyia japonesa promocionava l'especialitat al Japó amb joves promeses perquè es formessin. En realitat però, la creació de Super Aguri comptava amb el suport d'Honda principalment perquè Takuma Sato pogués continuar competint en la Fórmula 1 després de ser reemplaçat per Rubens Barrichello quan Honda va adquirir les accions de l'antic BAR.
L'equip va aconseguir el seu primer punt del campionat i de la seva història en la carrera del Gran Premi d'Espanya del 2007. Aquest punt va ser aconseguit pel seu primer pilot Takuma Sato a quedar vuitè, per davant de Giancarlo Fisichella.
La gesta va continuar posteriorment, ja que en el Gran Premi del Canadà del 2007 l'equip va aconseguir 3 punts més amb Takuma Sato, en quedar sisè i donar-se el privilegi d'avançar Kimi Räikkönen, a Ralf Schumacher i a Fernando Alonso en les voltes finals. El resultat podria haver estat d'escàndol si Sato no hagués sofert errors en els seus proveïments de combustible ni Anthony Davidson hagués atropellat una marmota (fent malbé l'aleró davanter i veient-se obligat a canviar-lo) quan anava en tercera posició després del cotxe de seguretat. Finalment, acaben la temporada en 9a posició amb 4 punts, per davant de Spyker i Mclaren Mercès (que va ser exclòs).
La seva participació en la temporada 2008 va estar en seriós dubte per problemes econòmics (Super Aguri és l'equip més pobre de la Fórmula 1); ja que un dels seus principals patrocinadors, SS United, no va complir el contracte acordat. L'escuderia japonesa es va perdre gairebé tots els entrenaments de la pretemporada, però finalment un acord potencial amb el grup anglès Magma els va permetre ser a Austràlia, on tant Takuma Sato com Anthony Davidson abandonen, encara que Sato va arribar a anar desè. A Malàisia ocupen la 15a i 16a posició; i a Bahrain, la 16a i la 17a. Van estar en el Circuit De Catalunya gràcies a Honda F1 a falta de solucions.
Abans del Gran Premi De Turquia, van prohibir a l'equip entrar en l'Istanbul Park. Un nou comprador saltava a la palestra: Weigl Group Ag, però Honda es mostrava escèptica i ho considerava només un remei a curt termini. L'agonia de l'escuderia arribava a un punt crític, ja que en no poder entrar en el circuit semblava evident que no podria competir en el Gran Premi De Turquia i s'entreveia el final de la seva aventura en la F1.

## Retirada de l'equip

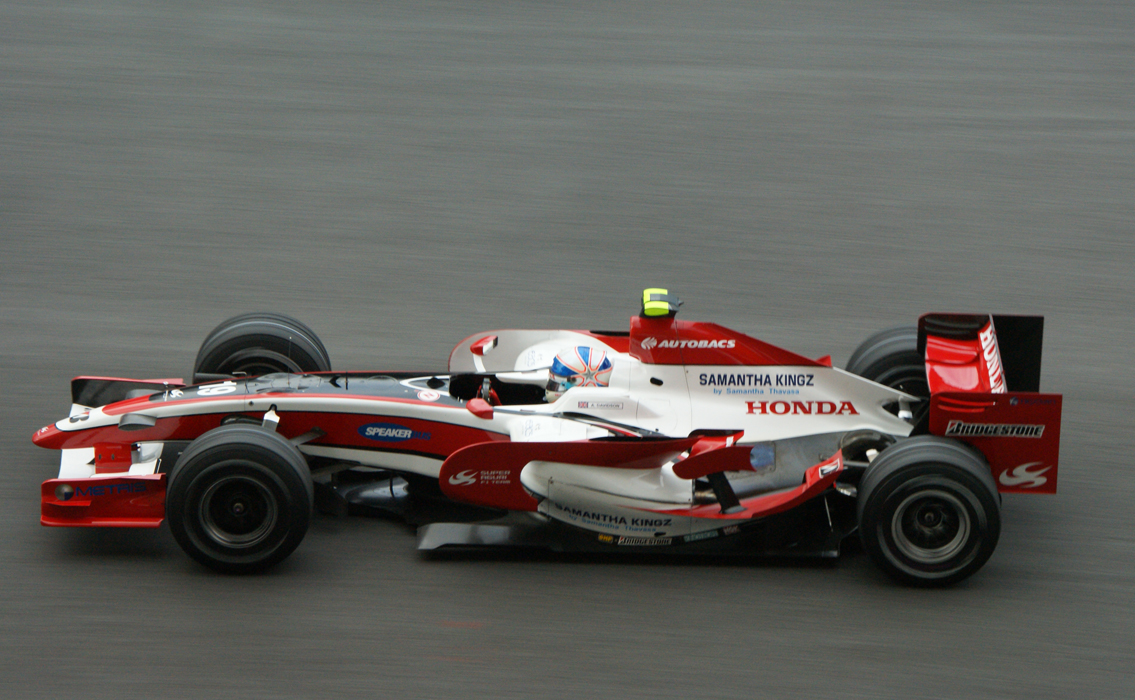
Anthony Davidson en el Gran Premi de Malàisia del 2008.

Super Aguri, mitjançant el seu cap d'equip Aguri Suzuki, va confirmar el dimarts 6 de maig de 2008 la seva retirada del Campionat del món de Fórmula 1 per problemes econòmics insalvables, després de córrer al tall de la navalla gairebé tota la temporada; i especialment en el GP d'Espanya dues setmanes abans. Super Aguri va dir adeu a la Fórmula 1 després de 2 anys i 4 mesos a la graella i havent aconseguit quatre punts tenint el pitjor monoplaça i el menor pressupost de la graella.

## Fites
- Millor posició a la graella de sortida: 10è en el Gran Premi d'Austràlia de 2007 (Takuma Sato, SA07)
- Millor resultat en carrera: 6è en el Gran Premi del Canadà del 2007 (Takuma Sato, SA07)
- Punts assolits: 4